# Nizamüddin Ahmed Paša
Mahmudoğlu Nizamüddin Ahmed Paša byl osmanský státník a v letech 1331–1348 velkovezír Osmanské říše.